# Kolme
De Kolme of Bergenvaart (Frans: Canal de la Colme of Colme) is een kanaal gelegen in Frans-Vlaanderen en voor een stuk in de Belgische provincie West-Vlaanderen. Het is eigenlijk een oude arm van de rivier de Aa; die is gekanaliseerd om de toen nog drassige gronden van het Blootland af te wateren en te kunnen inpolderen. De Kolme loopt in zijn geheel van Waten naar Veurne en is in totaal 48 km lang. Het huidige kanaal volgt grosso modo de loop van de oude gekanaliseerde Kolme.

## Geschiedenis
De Kolme is in 1169 aangelegd door de kanunniken van Ariën. Het is het oudste met de hand gegraven kanaal van Frankrijk. In een grijs verleden mondden de IJzer en de Aa via ontelbare vertakkingen in de zee uit. Toen men vanaf de 11e eeuw de kuststreek inpolderde, werden de kleine zijtakken in het afwateringssysteem vergraven. De grotere echter werden uitgediept en omgevormd tot kanalen. Zo ontstond ook het kanaal dat de Aa bij Waten met Veurne verbindt; via de Havendijk kun je dan vanaf Sint-Winoksbergen verder naar Duinkerke. In de Kasselrij van Veurne heet zij de Bergenvaart of Calommegracht, in die vanaf Sint-Winoksbergen de Kolme of Calomme wordt genoemd. De betekenis van deze naam is nog niet achterhaald. Het kanaal was in de middeleeuwen een belangrijke handelsader tussen Veurne en Sint-Winoksbergen.

## Verloop en onderverdeling
Tegenwoordig wordt de Kolme ook wel in drie stukken onderverdeeld:
- De Hoge Kolme (Canal de la Haute Colme), loopt van Waten naar Sint-Winoksbergen. Dit deel wordt nog steeds onderhouden en uitgebaggerd en is hierdoor nog goed bevaarbaar en heeft het karakter van een industrieel kanaal. Ter hoogte van het gehucht Lynck (Link) (in de gemeente Kapellebroek) is de aftakking van het Afleidingskanaal van de Kolme dat de scheepvaartverbinding vormt met de Broekburgvaart. Hierdoor kan er vanuit Waten ook worden gevaren de buitenhavens van Duinkerke. In Sint-Winoksbergen zelf is er eveneens een verbinding met de Havendijk; die leidt naar de binnenhavens van Duinkerke.
- De Lage Kolme (Canal de la Basse Colme), loopt van Sint-Winoksbergen naar Hondschote. Dit deel werd tot het einde van het ancien régime op diepte gehouden, maar is nu voor de meeste schepen te smal en is vandaag de dag niet meer bevaarbaar.
- De Bergenvaart of de Calommegracht (Canal de Bergues), is het deel van de Kolme gelegen in Belgische provincie West-Vlaanderen, het loopt van de Schreve (grens) naar Veurne. Dit deel is nog minder verbreed en uitgediept en ziet er meer uit als een middeleeuwse gracht en is helemaal niet meer bevaarbaar. In 1622 is nog wel ter hoogte van Houtem het Houtem-sas gebouwd door de Spanjaarden om het overstromingswater, dat in oorlogstijd vanuit Sint-Winoksbergen in Veurne-Ambacht zou kunnen binnenstromen, tegen te houden.